# Евангелическая церковь (Ратинген)
Евангелическая городская церковь (нем. Evangelische Stadtkirche Ratingen) — протестантская приходская церковь в центре ганзейского города Ратинген (земля Северный Рейн-Вестфалия); барочное здание храма было построено в 1668—1687 годах: в 1856 году оно было дополнено западной башней-колокольней; ремонт состоялся в 1966 году — является памятником архитектуры.

## История и описание
В период Реформации, начиная с 1565 года, первые христиане-протестанты Ратингена начали посещать службы в соседних Кеттвиге и Хомберге (сегодня — район Дуйсбург) — или собирались на службы в частных домах. Член бранденбургского совета Вернер Лукас Бласпьель (Werner Lucas Blaspiell) предоставил общине участок земли для строительства новой церкви: само строительство началось в 1668 году. В 1687 году здание храма было завершено: в 1856 году оно было дополнено западной трехъярусной башней-колокольней; ремонт состоялся в 1966 году. В 1817 году реформатский и лютеранский приходы города Ратинген были объединены. По состоянию на 2014 год приход был разделен на четыре района и включал 13 757 прихожан.
Зальный храм освещен с помощью больших круглых арочных окон: на востоке имеются два цветных витража. В юго-восточном углу находится небольшая ризница, доступ к которой осуществляется через круглую арочную дверь в стене. Первый этаж колокольни служит главным входом (порталом). Первоначальный барочный интерьер не сохранился; в 1966 году он был заменен простой современной мебелью. Западная галерея служит местом для размещения органа: орган в дубовом корпусе был создан в 1736 году Томасом Вайдтманом для другой церкви, но был передан евангелической общине Ратингена. В рамках реконструкции интерьера 1966 года берлинская мастерская Карла Шуке («Karl Schuke Berliner Orgelbauwerkstatt») реконструировала инструмент.